# Victorella muelleri
Victorella muelleri är en mossdjursart som först beskrevs av Kraepelin 1887.  Victorella muelleri ingår i släktet Victorella och familjen Victorellidae. Inga underarter finns listade i Catalogue of Life.